# كلايف ريتشاردسون
كلايف ريتشاردسون (3 نوفمبر 1932 في جنوب أفريقيا - ) (بالإنجليزية: Clive Richardson)‏ هو لاعب كريكت جنوب أفريقي. لعب مع Free State (cricket team) ‏.

## وصلات خارجية
- كلايف ريتشاردسون على موقع إي آس بي آن كريك إنفو (الإنجليزية)